# باستين لشود
باستين لشود (بالفرنسية: Bastien Lachaud) (و. 1980 – م) هو سياسي، من فرنسا، ولد في فيتري سور سين، هو عضوٌ في فرنسا الأبية (منذ 2016)، والحزب الاشتراكي.
وهو نائب فرنسي (منذ 21 يونيو 2017).